# Наутилус: Повелитель океана
«Наутилус: Повелитель океана» (англ. 30,000 Leagues Under the Sea; дословный перевод — «30 000 лье под водой») — американский фильм 2007 года, экранизация книги Жюля Верна «20 000 лье под водой». Однако фильм содержит немного отсылок к книге, а действие перенесено в наши дни.

## Сюжет
Пропадает мини-подлодка, на которой находилось несколько десятков людей. Выясняется, что похитителем был огромный спрут. Тогда на поиски пропавших отправляется спасательный отряд под командованием лейтенанта Майкла Аронакса и его жены. Однако по пути корабль попадает в катастрофу, и Аронакс вместе с бывшей женой и тремя членами команды оказываются на огромной подлодке Наутилус. Этой лодкой управляет таинственный капитан Немо, который спас их не совсем из добрых побуждений. Его задачей является захват всего мира, но главное — восстановление затонувшего города Атлантида. Спрут оказался механическим и был построен самим Немо. Похищенная субмарина была им же украдена, теперь его могут остановить только Аронакс и его команда.

## В ролях
| Актёр              | Роль                        |
| ------------------ | --------------------------- |
| Лоренцо Ламас      | Лейтенант Арронакс          |
| Натали Стоун       | Лейтенант-коммандер Консель |
| Шон Лоулор         | Капитан Немо                |
| Ким Литтл          | Састин                      |
| Деклан Джойс       | Купер                       |
| Эдуардо Альварадо  |                             |
| Изабелла Каскарано |                             |
| Тельма Диас        |                             |